# Tripp Trapp
Tripp Trapp es una trona para niños. Fue creada en 1972 por Peter Opsvik. Su fabricación y distribución está hecha por Stokke AS. Destaca en Escandinavia por su diseño. La Unión Europea consideró a la trona Tripp Trapp como el ejemplo de diseño multifuncional.[cita requerida]